# Dallas Open 2025
Il Dallas Open 2025 è stato un torneo di tennis giocato sul cemento indoor. È stata la 4ª edizione del torneo facente parte dell'ATP Tour 500 nell'ambito dell'ATP Tour 2025. Si è giocato al Ford Center at the Star di Frisco negli Stati Uniti, dal 3 al 9 febbraio 2025.

## Partecipanti al singolare

### Teste di serie
| Nazionalità | Giocatore      | Ranking | Testa di serie* |
| ----------- | -------------- | ------- | --------------- |
| Stati Uniti | Taylor Fritz   | 4       | 1               |
| Norvegia    | Casper Ruud    | 5       | 2               |
| Stati Uniti | Tommy Paul     | 9       | 3               |
| Stati Uniti | Ben Shelton    | 14      | 4               |
| Stati Uniti | Frances Tiafoe | 18      | 5               |
| Rep. Ceca   | Tomáš Macháč   | 25      | 6               |
| Stati Uniti | Alex Michelsen | 36      | 7               |
| Italia      | Matteo Arnaldi | 40      | 8               |

* Ranking al 27 gennaio 2025.

#### Altri partecipanti
I seguenti giocatori hanno ricevuto una wildcard per il tabellone principale:
- Jenson Brooksby
- Reilly Opelka
- Trevor Svajda

I seguenti giocatori sono entrati nel tabellone principale passando dalle qualificazioni:

- Christopher Eubanks
- Brandon Holt
- Michael Mmoh
- Ethan Quinn

Il seguente giocatore è entrato nel tabellone principale come Lucky loser:
- James Duckworth

#### Ritiri
Prima del torneo
- Marcos Giron → sostituito da  James Duckworth

Ritirati dall’entry list con ranking protetto per aver ricevuto una wild card
- Jenson Brooksby → sostituito da  Kei Nishikori
- Reilly Opelka → sostituito da  Rinky Hijikata

## Partecipanti al doppio

### Teste di serie
| Nazione     | Giocatore         | Nazione     | Giocatore       | Rank* | Testa di serie |
| ----------- | ----------------- | ----------- | --------------- | ----- | -------------- |
| Stati Uniti | Nathaniel Lammons | Stati Uniti | Jackson Withrow | 34    | 1              |
| Regno Unito | Joe Salisbury     | Regno Unito | Neal Skupski    | 59    | 2              |
| Regno Unito | Jamie Murray      | Australia   | John Peers      | 61    | 3              |
| Stati Uniti | Austin Krajicek   | Stati Uniti | Rajeev Ram      | 72    | 4              |

* Ranking al 27 gennaio 2025.

### Altri partecipanti
Le seguenti coppie di giocatori hanno ricevuto una wildcard per il tabellone principale:
- Robert Cash /  JJ Tracy
- Mitchell Krueger /  Ethan Quinn

La seguente coppia di giocatori è passata dalle qualificazioni:
- Christian Harrison /  Evan King

### Ritiri
Prima del torneo
- Nicolás Barrientos /  Aleksandr Nedovyesov → sostituiti da  Nicolás Barrientos /  Rithvik Choudary Bollipalli
- Harri Heliövaara /  Henry Patten → sostituiti da  Rinky Hijikata /  Alex Michelsen

## Punti
| Evento    | V   | F   | SF  | QF  | 2T | 1T   | Q  | Q2 | Q1 |
| Singolare | 500 | 330 | 200 | 100 | 50 | 0    | 25 | 13 | 0  |
| Doppio    | 500 | 300 | 180 | 90  | 0  | N.D. | 45 | 25 | 0  |

## Montepremi
| Evento    | V        | F        | SF       | QF      | 2T      | 1T      | Q2      | Q1     |
| Singolare | 516165 $ | 277715 $ | 148005 $ | 75615 $ | 40365 $ | 21525 $ | 11030 $ | 6190 $ |
| Doppio*   | 169540 $ | 90410 $  | 45750 $  | 22880 $ | N.D.    | 11840 $ | N.D.    | N.D.   |

*per team

## Campioni

### Singolare
Denis Shapovalov ha sconfitto in finale  Casper Ruud con il punteggio di 7-6(5), 6-3.
• È il terzo titolo in carriera per Shapovalov, il primo in stagione.

### Doppio
Christian Harrison /  Evan King hanno sconfitto in finale  Ariel Behar /  Robert Galloway con il punteggio di 7-6(4), 7-6(4).